# Giuseppe condotto in carcere
Giuseppe condotto in carcere è un dipinto a tempera su tavola (95,7x130,5 cm) di Francesco Granacci, databile al 1515 circa e conservato negli Uffizi di Firenze. Faceva anticamente parte della decorazione della Camera nuziale Borgherini.

## Storia
A partire dal 1515 circa Salvi Borgherini fece decorare la camera nuziale di suo figlio Pierfrancesco e della consorte Margherita Acciaiuoli con una boiserie e mobilio intagliato da Baccio d'Agnolo, progettista anche del palazzo dove si trovava l'insieme, il tutto decorato da una serie di pannelli figurati di Pontormo, Francesco Granacci e, in una fase immediatamente successiva, Andrea del Sarto e il Bacchiacca.
Il tema era quello delle Storie di Giuseppe ebreo, eroe virtuoso e casto spesso raffigurato come esempio per le giovani coppie.
Il Granacci dipinse due pannelli, l'Arresto di Giuseppe, su un "lettuccio" (cassapanca con braccioli), e il pannello principale della serie, Giuseppe presenta al faraone il padre e i fratelli, quello di dimensioni maggiori che concludeva la serie. Vasari le definì "fatte con pulitissima diligenza e con vago e bel colorito".
La camera, nonostante le gelose cure e i rifiuti a venderla della coppia, fu infine venduta, tramite l'intermediazione di Niccolò Gaddi, a Francesco I de' Medici dai loro discendenti, nel 1584. La compravendita riguardò i pannelli del Granacci e di Andrea del Sarto, che oggi si trovano rispettivamente agli Uffizi e alla Galleria Palatina. I pannelli di Pontormo e del Bacchiacca presero altre strade ed oggi si trovano divisi tra la National Gallery di Londra e la Galleria Borghese di Roma.
Nel Gabinetto dei disegni e delle stampe degli Uffizi si trovano diversi disegni preparatori per questo dipinto (GDSU 345F, 349F, 14764F).

## Descrizione e stile
Sullo sfondo di una vasta architettura e di un paesaggio che si rifà alla scuola fiorentino-umbra di fine Quattrocento, l'artista rappresentò varie scene correlate della vita di Giuseppe.
La narrazione si ispira molto fedelmente al racconto biblico (Genesi, 37 e 39). Giuseppe dopo essere stato venduto dai fratelli all'egiziano Putifarre soprintende alla gestione della casa di lui e, grazie alla benedizione del Signore, le cose prosperano. Alla miracolosa benedizione si riferiscono probabilmente le apparizioni celesti, anche se Putifarre è pagano, come mostra il suo gesto di adorare l'idolo su una colonna. Sullo sfondo, dentro un palazzo circondato da loggiato (da notare la fuga prospettica di archi al centro), si svolge l'episodio dell'adescamento da parte della moglie di Putifarre, consorte del padrone di Giuseppe, la quale vedendopsi rifiutata finge di essere da lui violentata, dando l'allarme. Accorrono numerose guardie e, in primo piano, catturano Giuseppe.
Egli è poi condotto in prigione (finestrella con la grata nell'edificio al centro), dove conosce i due compagni del coppiere e del panettiere.
Stilisticamente il pannello mostra un gusto ancora un po' arretrato, legato ai modi di quindici/vent'anni prima, ispirati all'ultimo Botticelli o a Pietro Perugino. Le figure infatti interagiscono ordinatamente con lo spazio, dividendosi nettamente tra sfondo e primo piano, con una gestualità pacata, espressiva quanto basta per capire il racconto. I colori sono sgargianti, in tonalità piene che evidenziano i volumi delle forme. Queste caratteristiche appaiono già superate nei pannelli di Pontormo della serie, di quella stessa prima fase, verso il cui gusto si orientaranno anche le scelte successive dei committenti.